# Jayne Cortez
Jayne Cortez (* 10. Mai 1934 in Fort Huachuca, Arizona als  Sallie Jayne Richardson; † 28. Dezember 2012) war eine US-amerikanische Schriftstellerin und Vokalimprovisatorin. 

## Leben und Wirken
Cortez wuchs ab dem Alter von 7 Jahren in Los Angeles im Stadtteil Watts auf. 
Sie war künstlerisch interessiert, wusste aber zunächst nicht, in welche Richtung sie ihre kreative Ader ausbauen sollte, Musik, Bildende Kunst oder Dichtkunst. So spielte sie auch Kontrabass. Zwischen 1964 und 1970 war sie in die Leitung der Watts Repertory Theatre Company involviert. Von 1954 bis 1964 war sie mit Ornette Coleman verheiratet. 1967 zog die Dichterin trotz ihrer Tätigkeit in Watts nach New York City, damit der gemeinsame Sohn Denardo Coleman in der Nähe seines Vaters leben konnte. Seit 1975 war sie mit dem Bildhauer Melvin Edwards verheiratet.
1969 veröffentlichte sie ihre erste Gedichtsammlung und hat zunehmend eine Präsentation ihrer Werke in Jazz & Lyrik-Veranstaltungen entwickelt. Ihre ersten Bücher enthalten surrealistisch geprägte Gedichte über Politik und Musik. 1974 nahm sie ihre erste Platte auf, begleitet vom Kontrabassisten Richard Davis. Seit 1980 wurde sie bei ihren Lesungen von ihrer Band The Firespitters unterstützt, die der Sohn Denardo Coleman leitet. Obwohl es ihr als politischer Dichterin zunächst um Inhalte geht, hatte ihre Rezitationsweise einen fesselnden musikalischen Rhythmus, ist – darin dem Rap ähnlich – perkussiv und überwindet teilweise die Grenzen zur Vokalimprovisation. Der musikalischen Struktur, die beim Vortrag ihrer Gedichte entsteht, kommt entgegen, dass sie teilweise mit einem aphoristischen Refrain arbeitet.
Die Dichterin ist Autorin von zehn Gedichtbänden. Sie hat Gedichte und Gedanken international (in Afrika, Asien, Nord- und Südamerika, Karibik, Europa) in Konzerten sowie Lesungen präsentiert. Ihr Werk wurde, zum Teil in andere Sprachen übersetzt, weltweit in Anthologien, Zeitschriften und auf neun Tonträgern veröffentlicht.
Cortez erhielt zwei Fellowships der National Endowment for the Arts. 1980 erhielt sie den American Book Award. 1987 wurde sie mit dem Poetry-Award der New York Foundation for the Arts ausgezeichnet. Sie wurde in die Anthologie Daughters of Africa aufgenommen, die 1992 von Margaret Busby in London und New York herausgegeben wurde. 2001 wurde sie mit der Langston Hughes Medal geehrt.

## Schriften
- On the Imperial Highway: New and Selected Poems. Hanging Loose Press, 2008, ISBN 978-1-931236-99-7 (englisch).
- The Beautiful Book. Bola Press, 2007, ISBN 978-0-9608062-8-7 (englisch).
- Jazz Fan Looks Back. Hanging Loose Press, 2002, ISBN 978-1-931236-10-2 (englisch).
- Somewhere in Advance of Nowhere. Serpent's Tail/High Risk Books, 1997, ISBN 1-85242-422-2 (englisch).
- Fragments: Sculpture and Drawings from the "Lynch Fragment" Series by Melvin Edwards, with the Poetry of Jayne Cortez. Bola Press, 1994, ISBN 1-85242-422-2 (englisch).
- Poetic Magnetic: Poems from Everywhere Drums & Maintain Control. Bola Press, 1991, ISBN 978-0-9608062-6-3 (englisch).
- Coagulations: New and Selected Poems. Pluto, 1984, ISBN 978-0-7453-0078-8 (englisch).
- Firespitter, Bola Press (1982)
- Mouth on Paper, Bola Press (1977)
- Scarifications, Bola Press (1973)
- Festivals and Funerals, Bola Press (1971)
- Pissstained Stairs and the Monkey Man's Wares, Phrase Text (1969)

## Diskographie
- As If You Knew (Bola Press, 2011)
- Find Your Own Voice: Poetry and Music, 1982–2003 (Bola Press, 2004)
- Borders of Disorderly Time (Bola Press, 2002)
- Taking the Blues Back Home (Harmolodic/Verve, 1996, mit Talib Kibwe, Frank Lowe, Billy Branch, Nakayo Suso, Salieu Suso, Sarjo Kuyateh, Bern Nix, Carl Weathersby, Al MacDowell, Abdoulaye Epizo Bangoura, Denardo Coleman)[3]
- Cheerful & Optimistic (Bola Press, 1994)
- Poetry & Music: Women in (E)Motion Festival (Tradition & Moderne, 1992)
- Everywhere Drums (Bola Press, 1990)
- Maintain Control (Bola Press, 1986)
- There It Is (Bola Press, 1982)
- Life Is a Killer (Giorno Poetry Systems, 1982)
- Poets Read their Contemporary Poetry: Before Columbus Foundation (Smithsonian Folkways, 1980)
- Unsubmissive Blues (Bola Press, 1979)
- Celebrations & Solitudes (Strata-East, 1974)

## Filmographie
- Femmes du Jazz/Women in Jazz (2000)[4]
- Yari Yari: Black Women Writers and the Future (1999)
- Ornette: Made in America (1985)
- Poetry in Motion (1982)